# Espanha nos Jogos Olímpicos de Verão de 2024
Espanha participou dos Jogos Olímpicos de Verão de 2024, realizados em Paris, na França, entre 26 de julho e 11 de agosto. Competidores espanhóis participaram de todas as edições dos Jogos Olímpicos de Verão a partir de 1920, com exceção de 1936 devido à guerra civil em andamento no país. Em 2024 foi representado por 383 atletas que competiram em 31 esportes.
Conquistou 18 medalhas, sendo cinco de ouro, quatro de prata e nove de bronze. Entre os campeões olímpicos estiveram as duplas Diego Botín e
Florián Trittel na vela, e Álvaro Martín e María Pérez no atletismo; Jordan Díaz também no atletismo e as equipes nacionais de futebol masculino e polo aquático feminino. O atletismo foi o esporte mais bem-sucedido tanto em medalhas de ouro quanto em medalhas totais, com dois ouros, uma prata e um bronze. Martín e Pérez foram os únicos competidores com mais de uma medalha por suas performances nas disputas de marcha atlética.

## Medalhas
| Atleta | Esporte           | Evento                                           | Medalha |
| --- | ----------------- | ------------------------------------------------ | ------- |
| Diego Botín Florián Trittel | Vela              | 49er                                             | Ouro    |
| Álvaro Martín María Pérez | Atletismo         | Revezamento misto da maratona de marcha atlética | Ouro    |
| - Arnau Tenas Marc Pubill Juan Miranda Eric García Pau Cubarsí Pablo Barrios Diego López Beñat Turrientes Abel Ruiz Álex Baena Fermín López Jon Pacheco Joan García Aimar Oroz Miguel Gutiérrez Adrián Bernabé Sergio Gómez Samu Omorodion Cristhian Mosquera Juanlu Sánchez Sergio Camello Alejandro Iturbe | Futebol           | Masculino                                        | Ouro    |
| Jordan Díaz | Atletismo         | Salto triplo masculino                           | Ouro    |
| - Laura Ester Isabel Piralkova Anna Espar Beatriz Ortiz Nona Pérez Paula Crespí Elena Ruiz Pili Peña Judith Forca Paula Camus Maica García Godoy Paula Leitón Martina Terré | Polo aquático     | Feminino                                         | Ouro    |
| María Pérez | Atletismo         | 20 km marcha atlética feminina                   | Prata   |
| Carlos Alcaraz | Tênis             | Simples masculino                                | Prata   |
| Gracia Alonso de Armiño Juana Camilión Vega Gimeno Sandra Ygueravide | Basquetebol       | 3x3 feminino                                     | Prata   |
| Ayoub Ghadfa | Boxe              | Mais de 92 kg masculino                          | Prata   |
| Francisco Garrigós | Judô              | Até 60 kg masculino                              | Bronze  |
| Álvaro Martín | Atletismo         | 20 km marcha atlética masculina                  | Bronze  |
| Pau Echaniz | Canoagem          | Slalom K-1 masculino                             | Bronze  |
| Cristina Bucșa Sara Sorribes Tormo | Tênis             | Duplas femininas                                 | Bronze  |
| Enmanuel Reyes | Boxe              | Até 92 kg masculino                              | Bronze  |
| - Meritxell Ferré Marina García Polo Lilou Lluís Valette Meritxell Mas Alisa Ozhogina Paula Ramírez Iris Tió Blanca Toledano | Natação artística | Equipes                                          | Bronze  |
| Diego Domínguez Joan Antoni Moreno | Canoagem          | C-2 500 m masculino                              | Bronze  |
| Carlos Arévalo Saúl Craviotto Rodrigo Germade Marcus Cooper Walz | Canoagem          | K-4 500 m masculino                              | Bronze  |
| - Gonzalo Pérez de Vargas Jorge Maqueda Alex Dujshebaev Rodrigo Corrales Adrià Figueras Imanol Garciandia Abel Serdio Agustín Casado Aleix Gómez Ian Tarrafeta Miguel Sánchez-Migallón Daniel Dujshebaev Kauldi Odriozola Daniel Fernández Javier Rodríguez                                                  | Handebol          | Masculino                                        | Bronze  |

## Competidores
Esta foi a participação por modalidade nesta edição:
| Esporte              | Masculino | Feminino | Total |
| -------------------- | --------- | -------- | ----- |
| Atletismo            | 26        | 32       | 58    |
| Badminton            | 1         | 1        | 2     |
| Basquetebol          | 12        | 16       | 28    |
| Boxe                 | 5         | 1        | 6     |
| Canoagem             | 12        | 9        | 21    |
| Ciclismo             | 7         | 2        | 9     |
| Escalada esportiva   | 1         | 1        | 2     |
| Esgrima              | 1         | 1        | 2     |
| Futebol              | 18        | 18       | 36    |
| Ginástica            | 6         | 11       | 17    |
| Golfe                | 2         | 2        | 4     |
| Handebol             | 14        | 14       | 28    |
| Hipismo              | 8         | 0        | 8     |
| Hóquei sobre a grama | 16        | 16       | 32    |
| Judô                 | 5         | 4        | 9     |
| Natação              | 9         | 11       | 20    |
| Natação artística    | 0         | 8        | 8     |
| Pentatlo moderno     | 0         | 1        | 1     |
| Polo aquático        | 13        | 13       | 26    |
| Remo                 | 6         | 3        | 9     |
| Saltos ornamentais   | 2         | 2        | 4     |
| Skate                | 2         | 4        | 6     |
| Surfe                | 1         | 2        | 3     |
| Taekwondo            | 2         | 2        | 4     |
| Tênis                | 6         | 2        | 8     |
| Tênis de mesa        | 1         | 1        | 2     |
| Tiro                 | 2         | 2        | 4     |
| Tiro com arco        | 1         | 1        | 2     |
| Triatlo              | 3         | 2        | 5     |
| Vela                 | 6         | 7        | 13    |
| Voleibol de praia    | 2         | 4        | 6     |
| Total                | 190       | 193      | 383   |